# Fredrikke Helene Schwirtz
Fredrikke Helene Schwirtz, född 1819, död 1870, var en norsk (ursprungligen dansk) skådespelare och operasångare (sopran). 
Hon engagerades vid Christiania Theater i Kristiania i Norge 1839, där hon debuterade i rollen som Susanna i Figaros bröllop i november samma år.  
Hon gjorde succé under sin korta men framgångsrika karriär och fick stor uppmärksamhet för sin vackra och omfångsrika sopran och sitt kvicka spel. Som ett tecken på hennes popularitet berättas om en känd norsk teaterhändelse, att efter att hon spelat sin glansroll Maria i «Regimentets Datter» spände publiken hästarna från hennes vagn och förde henne från teatern hem till hennes bostad genom att själva dra hennes vagn. 
Hon avslutade sin karriär då hon gifte sig med bokhandlaren J. W. Cappelen 1842. 